# Hălmăgel
Hălmăgel is een Roemeense gemeente in het district Arad.
Hălmăgel telt 1399 inwoners.